# Science-Fiction-Jahr 1817
Übersicht

◄ | 1813 | 1814 | 1815 | 1816 | Science-Fiction-Jahr 1817 | 1818 | 1819 | 1820 | 1821 | ► | ►►

Weitere Ereignisse

## Neuerscheinungen Literatur
| Deutscher Titel | Deutschsprachiges Erscheinungsjahr | Originaltitel | Autor          | Anmerkungen                  |
| --------------- | ---------------------------------- | --- | -------------- | ---------------------------- |
|                 |                                    | A Voyage to the North Pole: With an Account of the Dangers they Experienced in the Frozen Seas of the Polar Circle. Also, the Manner of their Wintering on the Island of Spitzberg, and Discovery of the Polar Continent | Benjamin Bragg | vermutlich pseudonymer Autor |
|                 |                                    | Armata: A Fragment | Thomas Erskine | 1. Teil 1816 erschienen      |